# Krsto Ungnad
Krsto Ungnad (1527. – 1587.), hrvatski ban (1578. – 1583.), varaždinski župan i vojskovođa.
Istaknuo se 1557. godine kao mladi kapetan konjaništva Slavonske krajine, porazivši pod Koprivnicom osmansku postrojbu. Godine 1578. imenovan je hrvatskim banom, a za podbana je izabrao Stjepka Gregorijanca. S vremenom je izgubio povjerenje hrvatskog plemstva, a jer nije uspijevao ni obraniti ostatke Kraljevine Hrvatske, odrekao se banske časti 1583. godine.